# Maria Rosaria Riuzzi
Maria Rosaria Riuzzi (* 1. Februar 1957 in Rom) ist eine italienische Schauspielerin.

## Wirken
Ihr Filmdebüt hatte sie 1975 in Joe D’Amatos Erotikfilm Foltergarten der Sinnlichkeit in der Rolle der Pamela. Weitere Filme folgten, so spielte sie 1976 unter der Regie von Tinto Brass neben Helmut Berger und Ingrid Thulin in Salon Kitty. Im selben Jahr spielte sie die Hauptrolle in Alfredo Rizzos Film Sorbole... che romagnola. Ihren bisher letzten Filmauftritt hatte sie 1979 in dem Film Immagini di un convento. Sie trat auch unter den Künstlernamen Mary Kristal und Mary Kristall in Erscheinung.

## Filmografie
- 1975: Foltergarten der Sinnlichkeit (Emanuelle e Françoise (Le sorelline))
- 1975: Komm, wir machen Liebe (La moglie vergine)
- 1975: Verdammte heilige Stadt (Roma violenta)
- 1975: Die Viper (Roma a mano armata)
- 1976: La madama
- 1976: Salon Kitty
- 1976: Weiße Herrin im Sklavencamp (Mandinga)
- 1976: Sorbole... che romagnola
- 1976: Bewaffnet und gefährlich (Liberi armati pericolosi)
- 1977: Il signor Ministro li pretese tutti e subito
- 1977: Amore all’arrabbiata
- 1979: Immagini di un convento